# Tempio voltiano
Il Tempio Voltiano è un museo scientifico italiano situato a Como, in riva al lago di Como, in fondo a Viale Guglielmo Marconi.
Inaugurato nel 1928, ospita una esposizione permanente dedicata alla memoria di Alessandro Volta, illustre fisico nativo della città.

## Storia

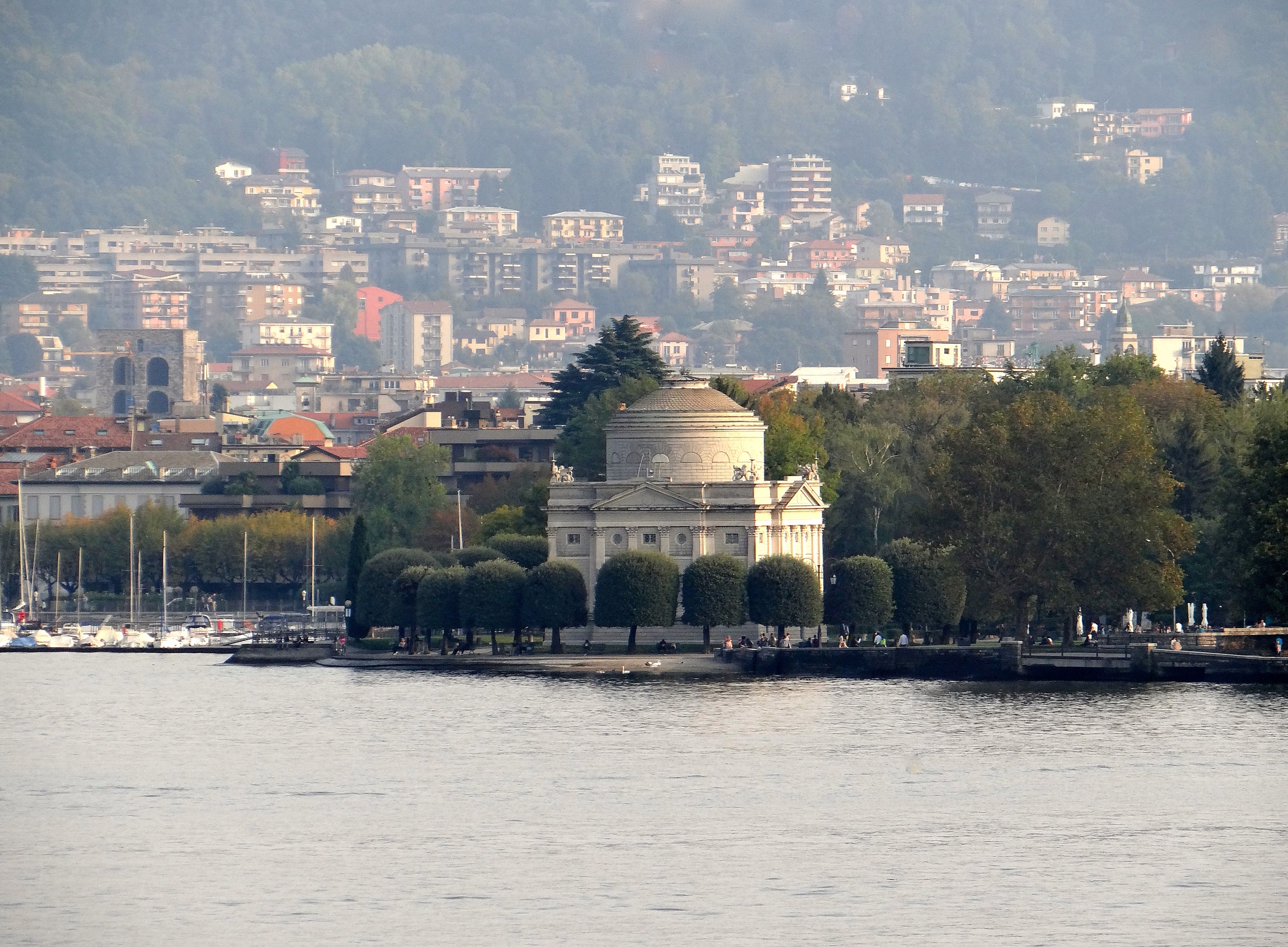
Il Tempio Voltiano visto dal lago

Sul finire degli anni '20, in occasione del centenario della morte del grande fisico comasco Alessandro Volta (1745-1827), si iniziò a progettare un nuovo spazio dove esporre alcuni dei memorabilia e cimeli voltiani che erano scampati al grande incendio che aveva devastato l'Esposizione voltiana del 1899.
Su volontà dell'industriale del cotone e mecenate Francesco Somaini, che ne finanziò la realizzazione, venne pertanto progettato un nuovo edificio, avente come sua specifica funzione la conservazione e la valorizzazione del patrimonio voltiano.
Progettato dall'architetto comasco Federico Frigerio, uno dei principali esponenti della cultura architettonica cittadina del tempo, il nuovo spazio venne ideato come un vero e proprio tempio in stile neoclassico lombardo, sebbene per alcuni elementi si avvicini allo stile palladiano e in generale porti un riferimento "neoromano" abbastanza avulso dal contesto locale; lo stesso progettista volle richiamare nella sua realizzazione l'immagine del Pantheon, riprendendone la forma.
I lavori per la sua realizzazione iniziarono nel 1925 - anno a cui risale un primo schizzo pubblicato sul giornale La Provincia - e furono definitivamente conclusi due anni dopo. L'apertura ufficiale del museo avvenne il 15 luglio del 1928.

## Descrizione
L'ossatura dell'edificio è realizzata interamente in cemento armato, ed una base molto alta (più di 2 metri) venne pensata per proteggerlo da eventuali piene del lago, considerata la sua vicinanza alla riva. Il rivestimento esterno è invece realizzato in pietra carsica di Aurisina.

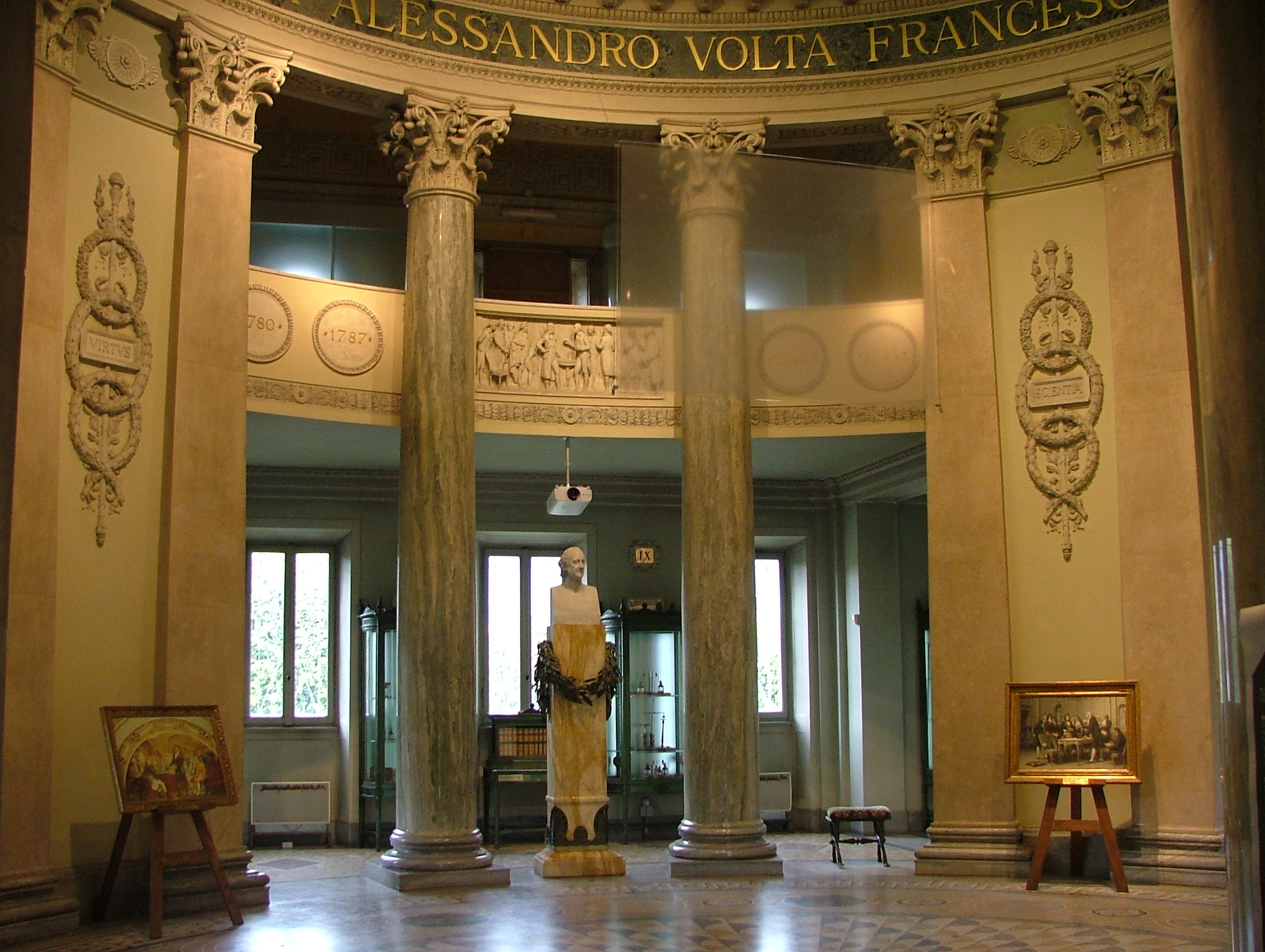
Veduta del salone interno

Il Tempio ha una forma a pianta quadrilatera, ed è introdotto da un ampio pronao corinzio; all'interno una vasta sala circolare di quasi 12 metri di diametro è sormontata da un'alta cupola, con al suo centro una vetrata, sorretta da quattro pilastri angolari e otto colonne marmoree. Il pavimento del salone è realizzato con un mosaico di marmo, onice ed alabastro.
Posto fra il primo ed il secondo piano dell'edificio, un fregio riporta con una scritta dedicatoria al fisico in lettere di bronzo dorato.
L'apparato decorativo è opera di artisti attivi sul territorio lariano: in particolare le statue della Scienza e della Fede poste ai lati dell'ingresso sono dei gemelli Carlo e Luigi Rigola, formatisi nell'ambiente milanese di Lodovico Pogliaghi e poi trasferiti a Cantù; i rilievi interni con scene della vita di Alessandro Volta sono invece opera del comasco Pietro Clerici.

## L'esposizione permanente

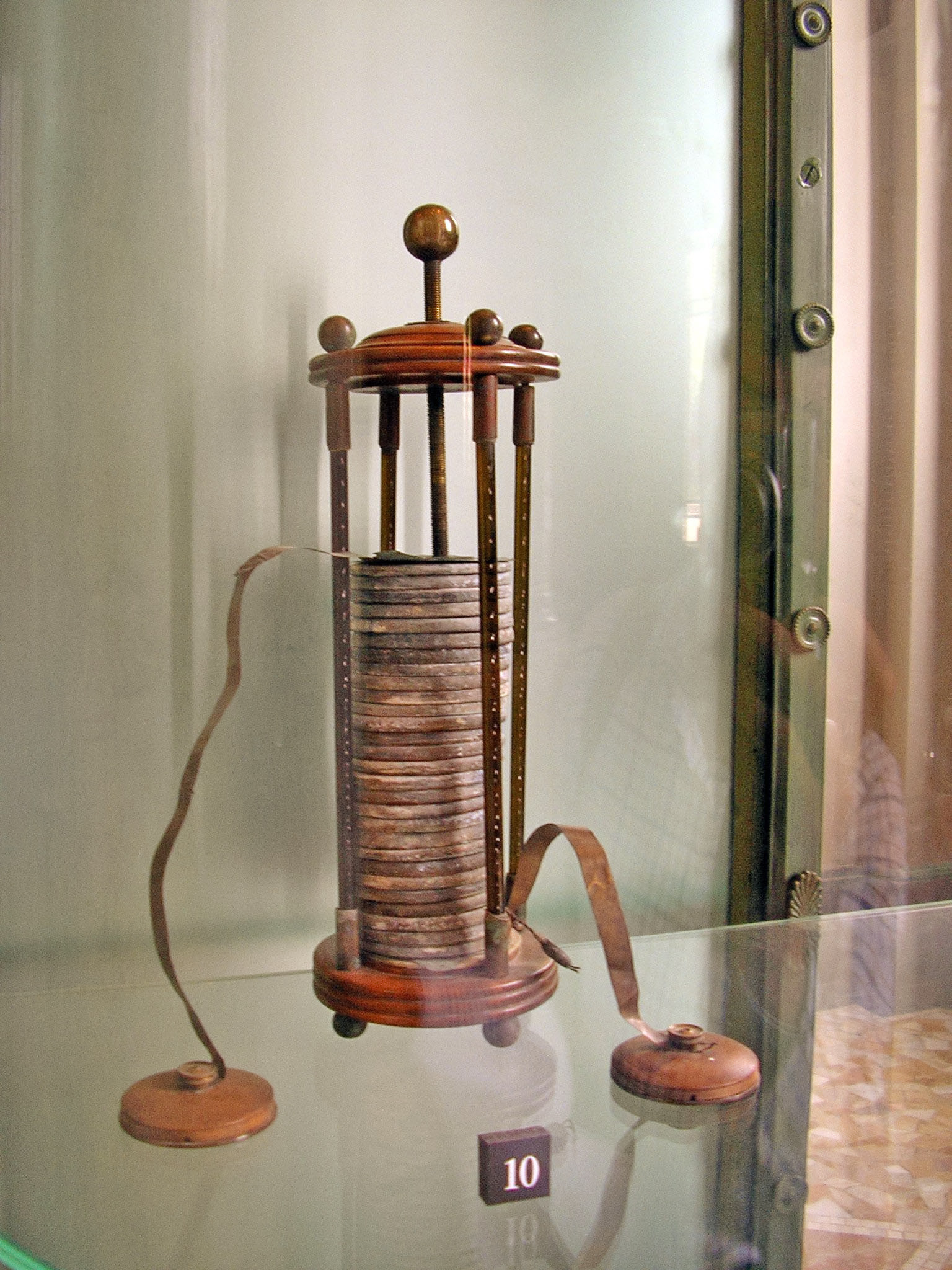
Una pila voltaica in mostra al tempio voltiano

Il Tempio Voltiano, attualmente il museo più visitato a Como, ospita al suo interno una esposizione permanente dedicata alla memoria di Alessandro Volta ed al riconoscimento del suo lavoro scientifico, articolata in una serie di 15 vetrine contenenti un totale di 234 reperti. Al piano terra sono esposti antichi strumenti scientifici legati alle sperimentazioni di fisica compiute da Volta, dall'invenzione della pila per continuare con i fondamentali contributi nel campo dell’elettrologia, nello studio dei gas e delle loro proprietà.
La galleria del primo piano è dedicata al personaggio Alessandro Volta, agli onori a lui attribuiti nel corso della vita e nei secoli successivi. Come un racconto, l'esposizione ripercorre le tappe più importanti della sua vita, fino a delineare alcuni caratteri personali e privati del celebre fisico attraverso brevi citazioni di lettere ai famigliari.
Alcune vetrine contengono le onorificenze originali ricevute da Volta e una selezione dei materiali celebrativi diffusi in Europa nei due secoli successivi alla sua morte, tra cui la banconota da 10.000 lire dedicata ad Alessandro Volta, in vigore fino all'introduzione in Italia della moneta unica (l'Euro) nel 2002, sul cui retro appariva il tempio voltiano.
Sono inoltre presentati i temi dell'Esposizione voltiana del 1899, dell'edificazione del tempio voltiano, del Congresso internazionale dei fisici del 1927, corredati da alcuni documenti autografi di eminenti fisici che parteciparono al convegno. 

### Altri musei civici di Como
- Museo archeologico Paolo Giovio
- Museo storico Giuseppe Garibaldi
- Pinacoteca civica
- Porta di Como romana